# L album
『L album』（エル・アルバム）は、KinKi Kidsの13枚目のオリジナル・アルバム。2013年12月4日発売。発売元はジャニーズ・エンタテイメント。

## 概要
前作『K album』から約2年ぶりとなるアルバム。初回限定盤と通常盤の2形態での発売。
「LOVE & LIFE」が本作のテーマとなっており、「DISC LOVE」と「DISC LIFE」の2枚のディスクに、それぞれのテーマに沿った楽曲が収録されていて、KinKi Kidsとしては初のCD2枚組のアルバムとなっている。
初回盤には『変わったかたちの石』、『まだ涙にならない悲しみが/恋は匂へと散りぬるを』のシングルA面、計3曲のPVを収録したDVDと、本作に収録されている楽曲である「スピード」のPVの視聴が出来るIDが付き、通常盤には各ディスクに初回盤未収録の楽曲が1曲ずつ収録されていて、計2曲のボーナス・トラックが収録されている。
本作の発売にあたって、「KinKi Kids“L”キャンペーン」と題したキャンペーンが行われ、初回盤と通常盤共に封入されているIDを2つ一口で応募することにより、抽選でスペシャルライブへの招待、または同じく抽選でスペシャルライブDVDプレゼントの企画が行われている。
堂本光一は、本作について、長い期間をかけて制作されていて、初めて「何に使うかはわからないけど、とりあえずレコーディングしよう」という形で制作されたと語っている。

## チャート成績
2013年12月16日付のオリコン週間ランキングで、初週13.7万枚を売り上げ、初登場1位を記録し、2003年発売の『G album -24/7-』から9作連続・通算15作目の首位を記録した。

## 収録曲

### DISC 1/DISC LOVE
| #         | タイトル                                       | 作詞            | 作曲                            | 編曲                                                                | 時間  |
| --------- | ---------------------------------------------- | --------------- | ------------------------------- | ------------------------------------------------------------------- | ----- |
| 1.        | 「むくのはね」                                 | 玉置浩二        | 玉置浩二                        | 吉田建 / コーラスアレンジ: Ko-saku                                  | 4:20  |
| 2.        | 「勇敢な君に」                                 | 矢野顕子        | 矢野顕子                        | 武部聡志 / コーラスアレンジ: Ko-saku                                | 4:14  |
| 3.        | 「まだ涙にならない悲しみが」                   | 松井五郎        | 織田哲郎                        | 亀田誠治 / コーラスアレンジ: Ko-saku                                | 4:19  |
| 4.        | 「この月は沈まない」                           | 松井五郎        | 瀬川浩平                        | 生田真心 / コーラスアレンジ: Ko-saku                                | 4:28  |
| 5.        | 「Cool Beauty」                                | Satomi          | 林田健司                        | CHOKKAKU / コーラスアレンジ: Ko-saku                                | 4:02  |
| 6.        | 「3-2-1」                                      | 宮﨑歩          | 宮崎歩                          | 宮崎歩、石塚知生 / コーラスアレンジ: Ko-saku                        | 4:07  |
| 7.        | 「Stand By Me」                                | Komei Kobayashi | 田中直                          | 田中直                                                              | 4:39  |
| 8.        | 「i love you」                                 | 吉田建          | 吉田建                          | 吉田建 / コーラスアレンジ: Ko-saku                                  | 4:48  |
| 9.        | 「恋は匂へと散りぬるを」                       | 吉田建          | 吉田建                          | 吉田建 / ストリングスアレンジ: 佐藤泰将 / コーラスアレンジ: Ko-saku | 4:08  |
| 10.       | 「Candle Night」(Bonus Track / 通常盤のみ収録) | Komei Kobayashi | Kiyohito Komatsu、Samuel Waermo | Janne Huttunen、Pessi Levanto / コーラスアレンジ: Ko-saku           | 4:44  |
| 合計時間: | 合計時間:                                      | 合計時間:       | 合計時間:                       | 合計時間:                                                           | 43:49 |

### DISC 2/DISC LIFE
| #         | タイトル                                                   | 作詞         | 作曲           | 編曲                                 | 時間  |
| --------- | ---------------------------------------------------------- | ------------ | -------------- | ------------------------------------ | ----- |
| 1.        | 「スピード」                                               | 奥田民生     | 奥田民生       | 白井良明 / コーラスアレンジ: Ko-saku | 3:53  |
| 2.        | 「命のキセキ」                                             | 高見沢俊彦   | 高見沢俊彦     | CHOKKAKU / コーラスアレンジ: Ko-saku | 3:57  |
| 3.        | 「変わったかたちの石」                                     | 秋元康       | マシコタツロウ | 武部聡志                             | 4:54  |
| 4.        | 「Tomorrow Again」                                         | 前田たかひろ | 原一博         | 家原正樹 / コーラスアレンジ: Ko-saku | 4:53  |
| 5.        | 「ウタカタ」                                               | 浅田信一     | 井上慎二郎     | CHOKKAKU / コーラスアレンジ: Ko-saku | 4:05  |
| 6.        | 「Morning Glory」                                          | 井手コウジ   | 井上日徳       | 清水武仁 / コーラスアレンジ: Ko-saku | 3:23  |
| 7.        | 「WELCOME」                                                | 藤原優樹     | 江上浩太郎     | 江上浩太郎                           | 4:21  |
| 8.        | 「君らしく生きる君が好きだ」(Bonus Track / 通常盤のみ収録) | 秋元康       | 馬飼野康二     | 生田真心 / コーラスアレンジ: Ko-saku | 4:22  |
| 合計時間: | 合計時間:                                                  | 合計時間:    | 合計時間:      | 合計時間:                            | 33:48 |

### DVD (初回限定盤のみ)
| #  | タイトル                                 | 作詞 | 作曲・編曲 |
| -- | ---------------------------------------- | ---- | ---------- |
| 1. | 「変わったかたちの石」(Music Clip)       |      |            |
| 2. | 「まだ涙にならない悲しみが」(Music Clip) |      |            |
| 3. | 「恋は匂へと散りぬるを」(Music Clip)     |      |            |

出版者　DISC LOVE 10：REACTIVE SONGS INTERNATIONAL AB&ブライト・ノート・ミュージック（サブ出版社 日音 Synch事業部&ブライト・ノート・ミュージック）、その他全曲：ブライト・ノート・ミュージック

## KinKi Kids L キャンペーン
本作品の発売を記念し、「KinKi Kids L キャンペーン」が行われた。
初回限定盤、通常盤両方を購入した購入者向けの特典として、以下のプレゼント企画が行われた。
- Aコース：KinKi Kids Special Liveご招待

12月12日、東京 cotton clubにて開催。
- Bコース：KinKi Kids Special Live DVD

Aコースで行われたSpecial Liveの模様を収録したDVDが、抽選でプレゼントされた。
《L album SPECIAL EVENT in COTTON CLUB》(JDBL-93003)
（収録曲）
- まだ涙にならない悲しみが
- (MC)
- むくのはね
- (MC)
- 勇敢な君に
- 命のキセキ
- i love you
- スピード

また初回限定盤の購入者は、「スピード」のミュージック・クリップが、ストリーミング配信で観られた。

## 映像作品
- むくのはね
  - KinKi Kids Concert -Thank you for 15years- 2012-2013
  - KinKi Kids Concert 2013-2014「L」
  - P album（初回盤B）
- Cool Beauty
  - KinKi Kids Concert 2013-2014「L」
  - KinKi Kids O正月コンサート2021
- 3－2－1
  - KinKi Kids Concert 2013-2014「L」
- i love you
  - KinKi Kids Concert 2013-2014「L」
- Candle Night
  - KinKi Kids Concert 2013-2014「L」
- スピード
  - KinKi Kids Concert 2013-2014「L」
- 命のキセキ
  - KinKi Kids Concert 2013-2014「L」
- Tomorrow Again
  - KinKi Kids Concert 2013-2014「L」
- ウタカタ
  - KinKi Kids Concert 2013-2014「L」
  - 39 Very much
- Morning Glory
  - KinKi Kids Concert 2013-2014「L」
- WELCOME
  - KinKi Kids Concert 2013-2014「L」